# Reptile (álbum)
Reptile es el decimocuarto álbum de estudio del músico británico Eric Clapton, publicado por la compañía discográfica Reprise Records en marzo de 2001. El álbum, producido por Simon Climie, fue el primer trabajo en contar con la colaboración del teclista Billy Preston y con los coros de The Impressions. Alcanzó el top 10 en veinte países y llegó al primer puesto en tres de ellos. En total, Reptile vendió más de 2,5 millones de copias y obtuvo varias certificaciones de ventas en distintos países. Para promocionar el álbum, Clapton presentó Reptile durante la gira mundial Reptile World Tour en 2001.

## Recepción
Anthony DeCurtis, periodista de Rolling Stone, puntuó Reptile con tres estrellas y media de un total de cinco. Según DeCurtis, Clapton combina muy bien el blues y el pop en su álbum de 2001 y «mezcla prácticamente todos los estilos que ha trabajado durante los últimos treinta y cinco años». Simon Warner, de PopMatters, comentó: «El álbum podría haber sido sensiblero, pero en realidad tiene bastante movimiento. Clapton, perspicaz como compositor y aun hábil como practicante musical, tiene su propio blues  para aprovechar ahora, y en muchos aspectos, alcanzan una nota más cierta que cuando se sumerge en el catálogo viejo y existente de clásicos. Reptile puede ser una colección desigual de canciones, pero también tiene sus mejores momentos». Por otra parte, Christa Titus, de Billboard, definió el álbum como un perfecto ejemplo del formato heredable del rock típico de Clapton.
A nivel comercial, Reptile obtuvo un notable éxito en Europa, llegando al primer puesto en tres países del continente y alcanzando el top 10 en otros dieciséis. En Austria, el álbum llegó al puesto dos y fue el 79.º álbum mejor vendido durante el año, mientras que en Bélgica alcanzó el puesto diez en la lista de Flandes y el trece en la de Valonia. En la República Checa, Reptile llegó al primer puesto de la lista nacional y fue certificado como disco de doble platino por la International Federation of the Phonographic Industry (IFPI) al superar las 20 000 copias vendidas en el país. En Dinamarca, llegó al puesto siete en la lista de Hitlisten y fue posteriormente certificado disco de platino por la IFPI al superar las 50 000 copias venidas en el país, mientras que en los Países Bajos alcanzó el puesto nueve y llegó al estatus de disco de platino por vender más de 80 000 unidades. Reptile también llegó al puesto cinco en la lista finlandesa de discos más vendidos y fue el 71.º disco más vendido del país en 2001.
En Francia llegó al puesto nueve de la lista compilada por el Syndicat National de l'Édition Phonographique (SNEP), mientras que en Alemania alcanzó el puesto dos y fue certificado disco de oro por la Bundesverband Musikindustrie (BVMI) al vender más de 150 000 copias en el país. En España, Reptile entró en el puesto cinco de la lista nacional de ventas y fue certificado disco de oro por Promusicae al superar las 50 000 copias vendidas en el país. En el caso del Reino Unido, entró en el puesto siete de la lista UK Albums Chart, en la que se mantuvo nueve semanas, y fue certificado disco de oro por la British Phonographic Industry (BPI) al vender más de 200 000 copias en el país. Además, Reptile también llegó al puesto dos en la lista de discos más vendidos de Europa y fue certificado disco de platino por IFPI al vender más de un millón de copias.

## Lista de canciones
| N.º | Título                           | Escritor(es)                                      | Duración |  |
| 1.  | «Reptile»                        | Eric Clapton                                      | 3:26     |  |
| 2.  | «Got You on My Mind»             | Joe Thomas · Howard Briggs                        | 4:30     |  |
| 3.  | «Travelin' Light»                | J.J. Cale                                         | 4:17     |  |
| 4.  | «Believe in Life»                | Eric Clapton                                      | 5:05     |  |
| 5.  | «Come Back Baby»                 | Ray Charles                                       | 3:55     |  |
| 6.  | «Broken Down»                    | Simon Climie, Dennis Morgan                       | 5:25     |  |
| 7.  | «Find Myself»                    | Eric Clapton                                      | 5:15     |  |
| 8.  | «I Ain't Gonna Stand for It»     | Stevie Wonder                                     | 4:49     |  |
| 9.  | «I Want a Little Girl»           | Murray Mencher, Billy Moll                        | 3:00     |  |
| 10. | «Second Nature»                  | Eric Clapton, Simon Climie, Dennis Morgan         | 4:48     |  |
| 11. | «Don't Let Me Be Lonely Tonight» | James Taylor                                      | 4:47     |  |
| 12. | «Modern Girl»                    | Eric Clapton                                      | 4:49     |  |
| 13. | «Superman Inside»                | Eric Clapton, Doyle Bramhall II, Susannah Melvoin | 5:07     |  |
| 14. | «Son & Sylvia»                   | Eric Clapton                                      | 4:43     |  |

| Tema extra (edición japonesa) |               |              |          |  |
| N.º                           | Título        | Escritor(es) | Duración |  |
| 15.                           | «Losing Hand» | Jesse Stone  | 4:18     |  |

## Personal
Músicos
| - Eric Clapton – voz, guitarra, productor. - Steve Gadd – batería. - Billy Preston – órgano Hammond, piano y melódica. - Nathan East – bajo. - Doyle Bramhall II – guitarra. - Pino Palladino – bajo (en "Reptile" y "Second Nature"). - Andy Fairweather Low – guitarra. - Tim Carmon – piano, órgano Hammond y sintetizador. | - Paul Carrack – teclados, piano Wurlitzer y órgano Hammond. - Paul Waller – batería. - The Impressions – coros. - Joe Sample – Wurlitzer, rhodes y piano eléctrico. - Paulinho da Costa – percusión. - Nick Ingman – orquestación. - Simon Climie – productor y Pro Tools. - Alan Douglas – ingeniero de sonido. | - Adam Brown – ingeniero de sonido y Pro Tools. - Pete Karam – ingeniero de sonido. - Paul Walton – Pro Tools. - Tom Sweeney – ingeniero asistente. - Matt Fields – ingeniero asistente. - Bob Ludwig – masterización. - Jack English – fotografía. |

## Posición en listas
| Lista (2001)                                   | Posición |
| ---------------------------------------------- | -------- |
| Alemania (Media Control Charts)                | 2        |
| Australia (ARIA)                               | 20       |
| Austria (Ö3 Austria)                           | 2        |
| Bélgica (Ultratop flamenca)                    | 10       |
| Bélgica (Ultratop valona)                      | 13       |
| Canadá (Billboard)                             | 11       |
| Dinamarca (Hitlisten)                          | 7        |
| Spanish Albums (AFYVE)                         | 5        |
| Estados Unidos (Billboard 200)                 | 5        |
| Estados Unidos (Billboard Top Internet Albums) | 1        |
| Europa (IFPI)                                  | 2        |
| Finlandia (Suomen Virallinen Lista)            | 5        |
| Francia (SNEP)                                 | 9        |
| Grecia (IFPI)                                  | 1        |
| Hungría (MAHASZ)                               | 13       |
| Irlanda (IRMA)                                 | 25       |
| Italia (FIMI)                                  | 8        |
| Japón (Oricon)                                 | 6        |
| Nueva Zelanda (Recorded Music NZ)              | 15       |
| Noruega (VG-lista)                             | 7        |
| Países Bajos (Album Top 100)                   | 9        |
| Polonia (ZPAV)                                 | 4        |
| Portugal (AFP)                                 | 5        |
| Reino Unido (UK Albums Chart)                  | 7        |
| Rumania (IFPI)                                 | 1        |
| Suecia (Sverigetopplistan)                     | 9        |
| Suiza (Schweizer Hitparade)                    | 2        |